# Zusterrepubliek

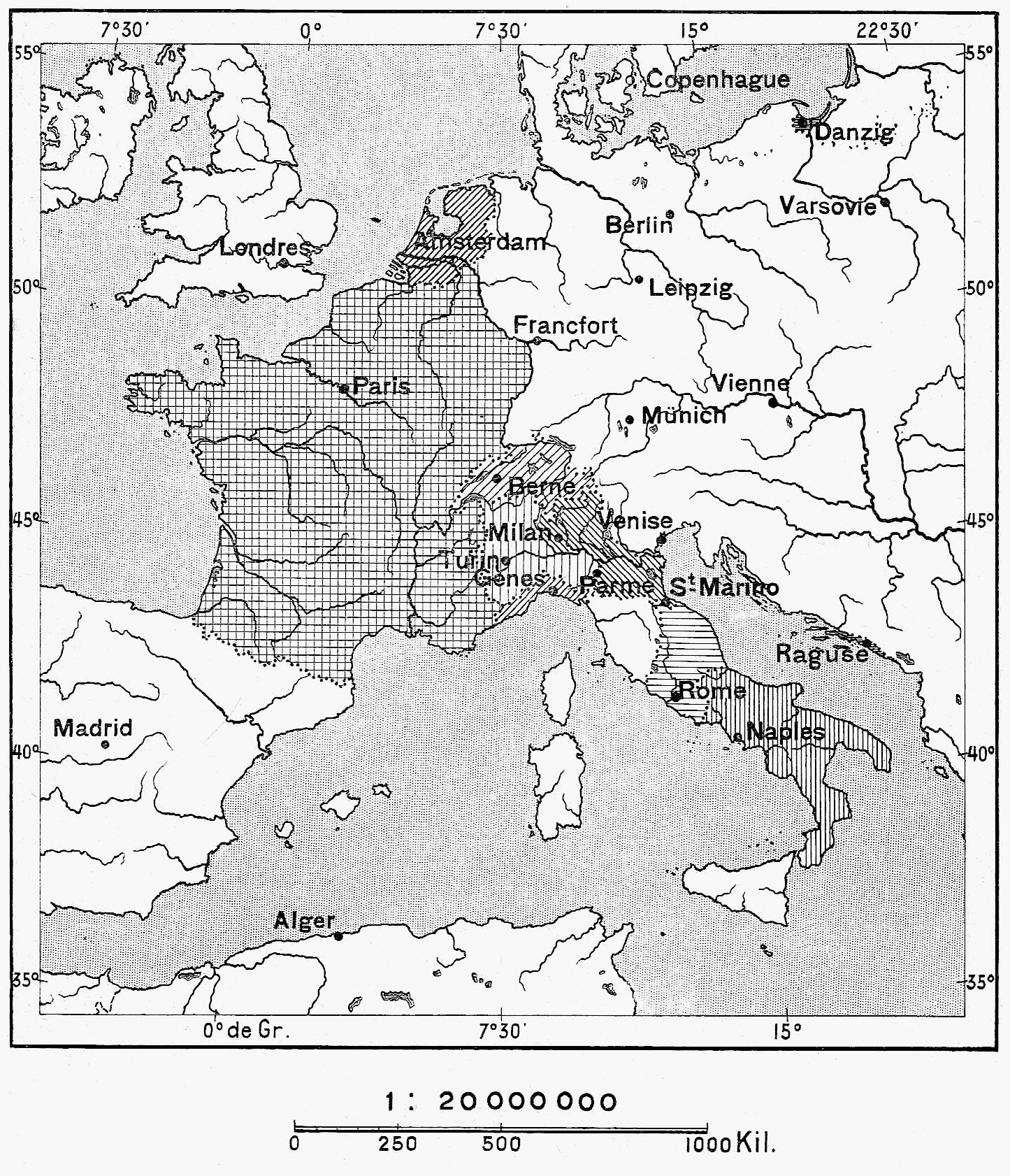
De Eerste Franse Republiek en haar zusterrepublieken in 1798.

De zusterrepublieken (Frans: républiques sœurs) waren republikeinse regeringen die werden opgezet of ondersteund door de Eerste Franse Republiek in de vroege fase van de napoleontische oorlogen. 

## Filosofie
Idealen die de Nationale Conventie en Robespierre nastreefden tijdens de vroege periode van de Franse Revolutie waren volkssoevereiniteit, de rechtsstaat en de representatieve democratie. De republikeinen leenden ook ideeën en waarden van Verlichtingsfilosofen en uit het Britse whiggisme.
De Franse Republiek moedigde de verspreiding van republikeinse beginselen over Europa aan, maar de meeste van deze zusterrepublieken werden een manier om bezette gebieden te beheersen door een mengsel van Franse en lokale machtsuitoefening als vazalstaten. De republikeinse regeringen bevorderden nationalisme in plaats van monarchisme, vooral dat van de huizen Bourbon en Habsburg. 
De meeste zusterrepublieken was echter maar een kort leven beschoren. Toen de revolutionaire republiek met Napoleons kroning in 1804 het Eerste Franse Keizerrijk werd, werden ze vaak geannexeerd door Frankrijk of omgevormd tot openlijk pro-Franse koninkrijken met verwanten van Napoleon als staatshoofd.

## Franse zusterrepublieken in Italië
- Republiek Alba (1796), heroverd door het Koninkrijk Sardinië
- Republiek Pescara (1799)
- Parthenopeïsche Republiek (1799), heroverd door de Sanfedisti voor de koning van Napels en Sicilië
- Romeinse Republiek (1798–1799), bezet door de Sanfedisti, een jaar later volgde het herstel van de Kerkelijke Staat
  - Republiek Ancona (1797–1798), aangesloten bij de Romeinse Republiek
  - Tiberische Republiek (Frans: République tibérine, Italiaans: Repubblica Tiberina) (1798–1799), aangesloten bij de Romeinse Republiek
- Lemanische Republiek (1798), aangesloten bij de Helvetische Republiek
- Subalpijnse Republiek (Frans: République subalpine) (1800–1802), geannexeerd door de Franse Republiek (Novara door de Italiaanse Republiek)
  - Piëmontese Republiek (1798–1799), veroverd door Oostenrijks-Russische troepen en teruggegeven aan Sardinië, maar in 1800 door Napoleon heroverd en omgedoopt tot Subalpijnse Republiek
- Ligurische Republiek (1796–1805), geannexeerd door het Franse Keizerrijk
- Italiaanse Republiek (1802–1805), omgevormd tot het Koninkrijk Italië
  - Cisalpijnse Republiek (1797–1802), omgevormd tot de Italiaanse Republiek
    - Cispadaanse Republiek (1796–1797), vormde de Cisalpijnse Republiek
      - Bolognese Republiek (1796), geannexeerd door de Cispadaanse Republiek

    - Republiek Bergamo (1797), vormde de Cisalpijnse Republiek
    - Transpadaanse Republiek (1797), vormde Cisalpijnse Republiek
    - Republiek Crema (1797), vormde de Cisalpijnse Republiek
    - Republiek Brescia (1797), vormde de Cisalpijnse Republiek

## Andere Franse zusterrepublieken
- Republiek Bouillon (1794–1795)

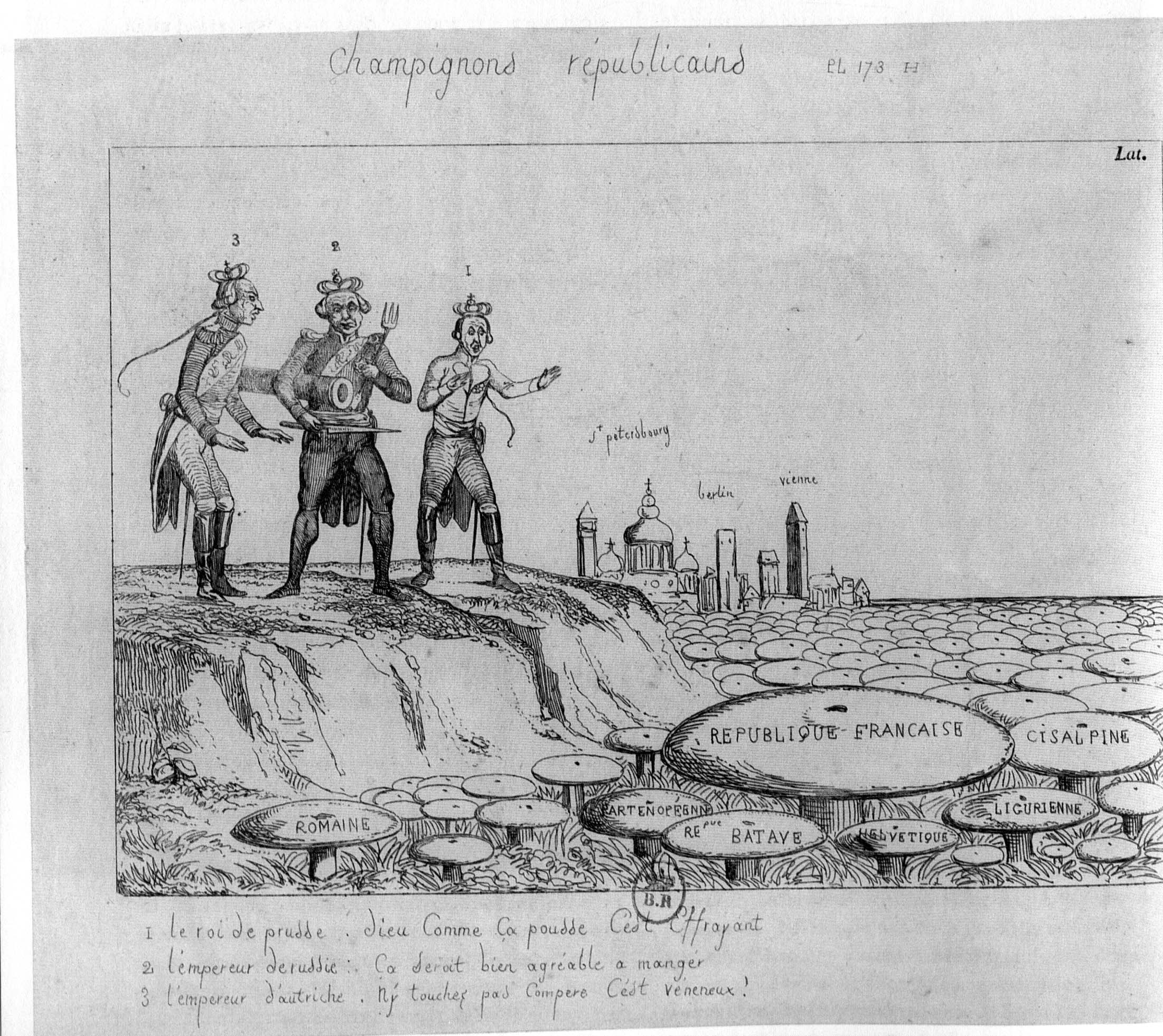
Karikatuur uit 1799, waarin de Pruisische, Oostenrijkse en Russische vorsten kijken hoe de republieken als paddenstoelen uit de grond schieten.

- Rauraakse Republiek (Duits: Raurakische Republik, Frans: Republique Rauracienne) revolutionaire Franse republiek in Noord-Bazel (1792–1793)
- Republiek Mainz revolutionaire Franse republiek in Rheinhessen en Pfalz (1793)
- Bataafse Republiek/Bataafs Gemenebest (1795–1806), Nederland
- Cisrheniaanse Republiek (1797), Rijnland
- Republiek Connacht (1798), gesticht tijdens Humberts expeditie ter ondersteuning van de Ierse opstand van 1798
- Helvetische Republiek (1798–1803), Zwitserland
- Republiek Danzig (1807–1814)